# نوریکو هونما
نوریکو هونما (انگلیسی: Noriko Honma؛ زادهٔ ۲۹ نوامبر ۱۹۱۱) هنرپیشه اهل کشور ژاپن است. او بازیگری را از سال ۱۹۳۸ آغاز نمود.
از فیلم‌هایی که وی در آن نقش داشته است می‌توان به زیستن، رؤیاها، سگ ولگرد و ریش قرمز اشاره کرد.